# Miltochrista erubescens
Miltochrista erubescens är en fjärilsart som beskrevs av Rothschild 1936. Miltochrista erubescens ingår i släktet Miltochrista och familjen björnspinnare. Inga underarter finns listade i Catalogue of Life.